# 節點 (自治系統)

一個穩定的節點

线性自治系统平衡點的分類，在圖左上方，拋物線以外的是穩定節點，在圖右上方，拋物線以外的是不穩定節點．

自治系统中的節點（node）是指自治系統中，滿足以下特性的临界点：
每一個路徑隨著{\displaystyle t\rightarrow \infty }（或{\displaystyle t\rightarrow -\infty }），或者趨近此临界点，不然就遠離此临界点。而且，每一個趨近此临界点的路徑都會漸近趨近到一條線。
若隨著時間增加，鄰近的點都會趨近此临界点，節點即為穩定節點。若鄰近的點都會遠離此临界点，即為不穩定節點。